# ديوغو سيلفا (لاعب كرة قدم)
ديوغو سيلفا هو لاعب كرة قدم برتغالي، ولد في 26 أبريل 1983 في أمادورا في البرتغال. لعب مع نادي براشوف ونافال.

## وصلات خارجية
- ديوغو سيلفا على موقع قاعدة بيانات كرة القدم.إي يو (الإنجليزية)
- ديوغو سيلفا على موقع Soccerway.com (الإنجليزية)